# Ehrenplakette
Die Ehrenplakette ist eine hohe Auszeichnung für Personen und Gruppen, die sich auf kommunalpolitischer, sozialer und wirtschaftlicher Ebene, im Umweltschutz, im kulturellen, schulischen und sportlichen oder in anderen Bereichen in herausragender Weise verdient gemacht haben. Sie wird u. a. von offiziellen Gremien der Städte und Landkreise verliehen.

Symbolbild – Ehrenplakette der Stadt Frankfurt am Main – Verleihung an Dr. Herbert Bretschneider 1955

## Ehrenplaketten nach Region
- Ahrweiler: Die Ehrenplakette des Landkreises Ahrweiler wurde erstmals im Jahr 1985 durch den Kreistag Ahrweiler gestiftet. Seitdem werden mit dieser hohen Auszeichnung Personen und Gruppen geehrt, die sich auf kommunalpolitischer, sozialer und wirtschaftlicher Ebene, im Umweltschutz, im kulturellen, schulischen und sportlichen oder in anderen Bereichen in herausragender Weise um den Landkreis Ahrweiler verdient gemacht haben. (Quelle: s. Kreisverwaltung Ahrweiler)

- Düren: Die Ehrenplakette wird seit 1978 an Personen verliehen, die sich Verdienste um die Stadt oder Erfolge im Bereich des Berufes oder des Sportes verdient gemacht haben. Die bronzene Plakette hat einen Durchmesser von 90 mm und trägt das Wappen der Stadt mit dem Namen des Preisträgers und Verleihungsdatum.

- Euskirchen: Die Ehrenplakette der Stadt Euskirchen ist eine Auszeichnung für Persönlichkeiten, die sich im kulturellen Bereich der Kreisstadt Euskirchen verdient gemacht haben. Sie wird seit 1960 verliehen.

- Frankfurt am Main: Die Ehrenplakette der Stadt Frankfurt am Main wird seit 1952 an Personen verliehen, die sich im kommunalpolitischen, kulturellen, wirtschaftlichen, sozialen oder städtebaulichen Gebiet für die Stadt verdient gemacht haben.

- Stuttgart: Die Ehrenplakette wurde seit 1998 jährlich durch den Oberbürgermeister an 52 Personen verliehen für ihr ehrenamtliches Engagement, insbesondere in den Bereichen Soziales, Kultur, Bildung, Sport, Umwelt und Sicherheit.